# Alegría (Usulután)
Alegría è un comune del dipartimento di Usulután, in El Salvador, a 122 km dalla capitale.
La città, grazie alla sua posizione di bassa montagna, gode di un clima temperato.
Base dell'economia comunale è la coltura del caffè, affiancata da quella di piante ornamentali come orchidee e bromelie.
La città è famosa per il suo lago di origine vulcanica, l'Alegría Laguna, che è un'area protetta a livello nazionale, sotto la sovrintendenza del NGO ADESCAM. Esiste un mito locale che racconta dell'esistenza di una sirena che abita il lago e che attrae nelle sue acque gli abitanti della cittadina, per portarli alla morte.
Tra le frazioni del comune la principale è il villaggio di El Zapotillo.